# 重庆市渝中区人和街小学校
重庆市渝中区人和街小学校创办于1943年。现址位于中华人民共和国重庆市渝中区人和街43号，是重庆市首批示范小学。
校训为海纳百川，和衷共济。
现任校长是肖方明。